# Забута мелодія для флейти
«Забута мелодія для флейти» (рос. «Забытая мелодия для флейты») — російський радянський художній фільм 1987 року кіностудії «Мосфільм». Режисер Ельдар Рязанов, сценарій Еміля Брагінського. Фільм показує відмінність між життям радянських чиновників і простих людей в період кризи радянського режиму.
Фільм був знятий після оголошення Гласності, тому в ньому дуже рельєфно розкриваються ще донедавна заборонені теми: бюрократизм чиновників, секс, убогий побут простих радянських громадян, містика.

## Сюжет
Леонід Філімонов (Леонід Філатов), високопоставлений чиновник з «Головного управління вільного часу» є послідовним ретроградом, але у своїх мріях бачить себе борцем за справедливість та сучасним керівником. Він бореться проти будь-яких проявів «ініціативи знизу»: народної творчості, яку можна неоднозначно тлумачити, але на нарадах уявляє собі, як він піднімається і каже всю правду-матку про свого ретрограда-начальника (Всеволод Санаєв).
Через нездорове серце він знайомиться з медсестрою Лідою (Тетяна Догілева) зі свого управління, в яку закохується. Так вийшло, що вона виявилася єдина, з ким він може бути абсолютно відкритий. Дружина, дізнавшись, що він завів собі коханку, виганяє його з дому, і він оселяється у медсестри.
Незабаром дружина, зрозумівши, що залишилася одна, просить його повернутися до неї, вона згодна все пробачити. І щоб бути більш переконливою, вона злегка загрожує, що розповість про їх розставання своєму батькові, який активно сприяє кар'єрі Леоніда. Колеги по роботі, зацікавлені у кар'єрному рості Леоніда, теж умовляють його повернутися до дружини.
Після повернення Леонід очолює Управління. Під час виступу з промовою він переживає докори сумління і сором перед Лідою, в результаті чого йому знову стає зле. Відчуваючи, що ось-ось знепритомніє, Філімонов просить покликати Ліду. Не зважаючи на зусилля реаніматологів Леонід переживає клінічну смерть і його душа несеться в потойбічний світ... В момент, коли лікарі вже безсилі допомогти, Ліда, побачивши біля Управління машину швидкої допомоги, вбігає в кабінет Філімонова і благає його не вмирати, після чого Філімонов повертається до життя.

## У головних ролях
- Леонід Філатов - Леонід Семенович Філімонов
- Тетяна Догілева - Ліда
- Ірина Купченко - Олена, дружина Філімонова
- Всеволод Санаєв - Ярослав Степанович, начальник Філімонова
- Ольга Волкова - Євгенія Данилівна Сурова
- Сергій Арцибашев - Олексій Акимович Ікшанов
- Олександр Ширвіндт - Мясоєдов, колега Філімонова
- Валентин Гафт - Одіноков, колега Філімонова
- Олена Майорова - Люся, міліціонер на вахті в Управлінні вільного часу, подруга Ліди
- Васлав Дворжецький - батько Філімонова
- Олена Фадєєва - мати Філімонова